# Subsaximicrobium wynnwilliamsii
Subsaximicrobium wynnwilliamsii es una bacteria del género Subsaximicrobium.